# Musikhistoria
Denna artikel handlar om det vetenskapliga studiet av musikens historia. Se musikens historia för en kronologisk översikt över själva musiken.
Musikhistoria är ett ämne som studeras på musikhögskolor, universitet och i GHS, och det är en undergren av musikvetenskapen. Det fokuserar på musikens utveckling genom olika tidsepoker. Ämnet delas ofta upp i en disciplin som fokuserar på den västerländska konstmusiktraditionen, och en som fokuserar på den afroamerikanska jazz-, blues- och populärmusiktraditionen. 
Studier av andra kulturers musiktraditioner är begränsade och klassificeras snarare under musiketnologi.